# The Ivy Three
The Ivy Three war ein US-amerikanisches R&B-Gesangstrio der frühen 1960er Jahre.

## Geschichte
Das Gesangstrio The Ivy Three fand sich im Jahr 1959 auf dem Adelphi College in Long Island zusammen. Sie bekamen 1960 einen Plattenvertrag und hatten mit ihrem Song Yogi ihren ersten und auch einzigen Charterfolg, sie kamen mit Yogi auf Platz 8 der US Charts. Der Song basiert auf einem Charakter der Huckleberry Hound Show.

## Diskografie
- 1960: Yogi
- n. b.: Nine Out Of Ten